# وارتاشن‌قشلاق
وارتاشن‌قشلاق (به لاتین: Vartaşenqışlaq) یک منطقهٔ مسکونی در جمهوری آذربایجان است که در شهرستان اغوز واقع شده‌است.